# BB Midi

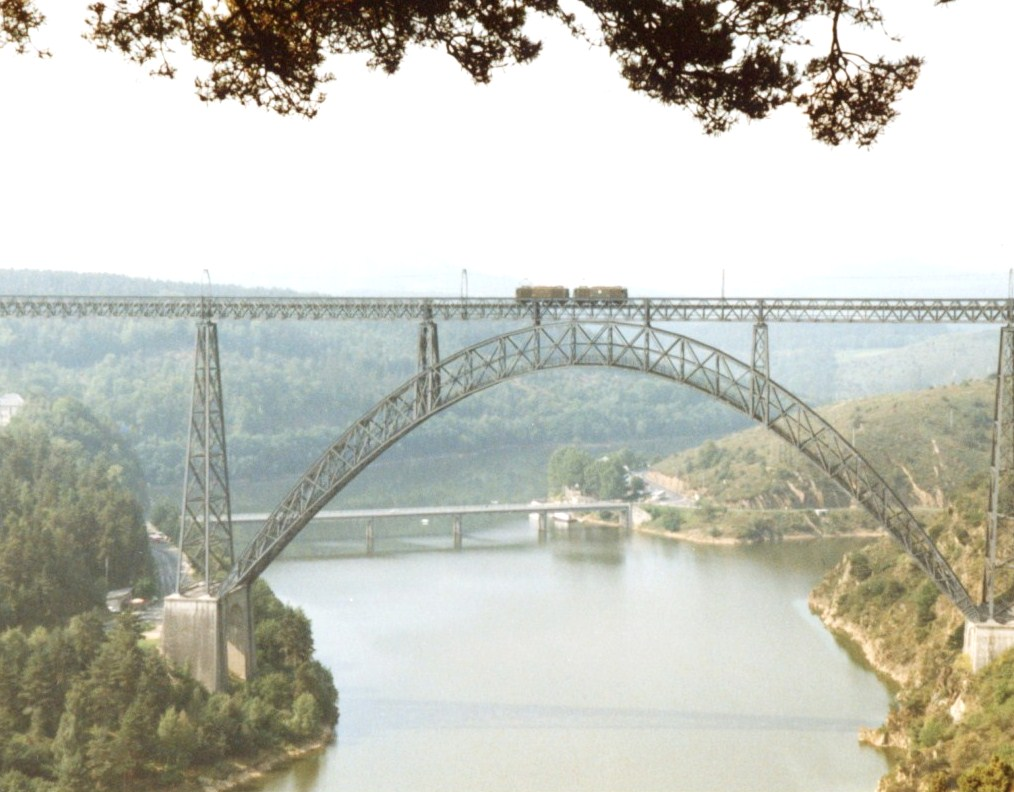
Passage d'un couplage de BB ex-Midi sur le viaduc de Garabit en 1982.

BB Midi est une dénomination qui regroupe plusieurs séries d'anciennes locomotives électriques françaises.
Six séries, mise en service dans les années 1920-1930, sont radiées pour les dernières dans les années 1980. Dédiées à l'origine au trafic marchandises et omnibus ou express sur les lignes du piémont pyrénéen, les multiples modifications et re-numérotations dont elles ont été l'objet rend leur histoire difficile à suivre.
Même si leur technologie s'est peu à peu trouvée dépassée, leur concept a été un succès : elles ont donné naissance à d'autres séries de locomotives mises en service, en France comme à l'étranger, jusqu'en 1955 : 559 locomotives au total sont construites sur le principe des BB Midi tout en intègrant les évolutions technologiques successives.

## Généralités

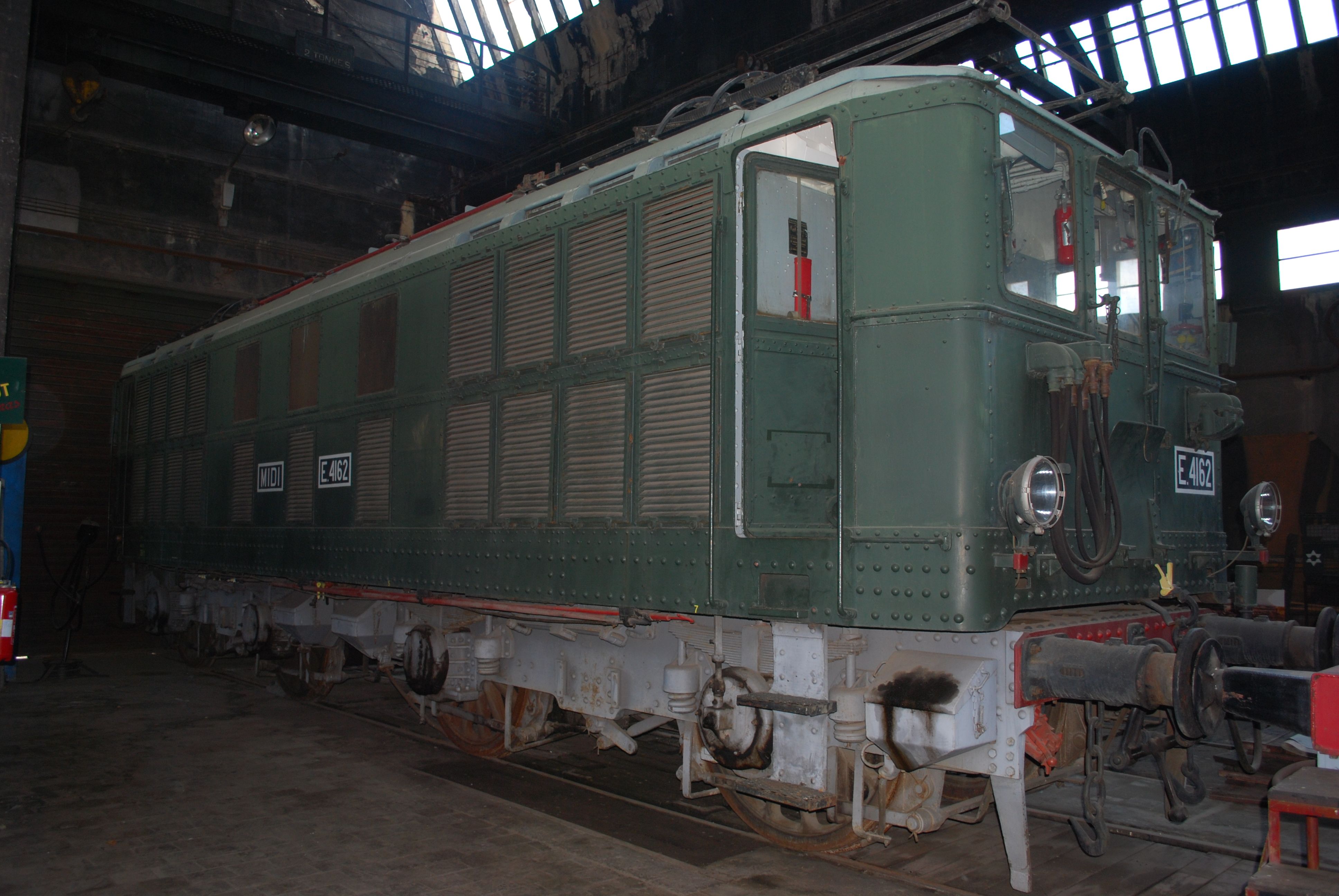
Vue rapprochée de la BB 4162 et des dispositifs d'attelage et de tamponnement fixés sur le bogie.

Les machines sont de type BB, plus exactement Bo'Bo' : elles reposent sur deux bogies à deux essieux moteurs ; la motorisation de chaque essieu est indépendante, avec quatre moteurs par locomotive. Les premières séries sont commandées par la Compagnie des chemins de fer du Midi et du Canal latéral à la Garonne, généralement appelée Compagnie des chemins de fer du Midi, pour l'électrification de ses lignes du piémont pyrénéen en 1 500 V continu. Ces deux éléments donnent à toute cette génération de locomotives le nom de « BB Midi ».
Plusieurs caractéristiques électriques et mécaniques, communes à l'ensemble de ces locomotives, les différencient de toutes les séries précédentes. Les moteurs de traction fonctionnent à pleine tension (1 500 V) et sont installés dans les bogies, les réalisations antérieures ayant utilisé des moteurs à demi tension (couplage permanent en série de deux) ou montés à l'intérieur de la caisse. La transmission fait appel à un réducteur à engrenages avec moteur semi-suspendu sur l'essieu (dite « suspension par le nez »). Les bogies sont dits « attelés » : ils sont directement reliés entre eux et portent l'attelage ainsi que le dispositif de tamponnement. La caisse de la motrice ne supporte que la moitié de l'effort de traction et peut être de construction plus légère.

## Locomotives d'origine Midi
Les BB Midi proprement dites comprennent trois générations, à diviser chacune en plusieurs séries :
Les E 4000 et E 4500 ont fait l'objet de modifications croisées avant de devenir en phase finale respectivement BB 1500 et BB 1600 à la SNCF.
Les E 4100 et E 4600 ne diffèrent que par leur rapport d'engrenages (donc leur vitesse limite et leur effort de traction) et ont aussi fait l'objet de modifications croisées ; ré-immatriculées respectivement BB 4100 et BB 4600 par la SNCF.
Les E 4200 et E 4700  ne diffèrent aussi que par leur rapport d'engrenages (donc leur vitesse limite et leur effort de traction) et ont aussi fait l'objet de modifications croisées ; ré-immatriculées respectivement BB 4200 et BB 4700 par la SNCF puis BB 4730 pour certaines en fin de carrière comme machines de manœuvre.
L'ensemble de ces séries de locomotives a été construit par une entreprise régionale, les Constructions électriques de France (CEF), reprises par Alsthom, à Tarbes.

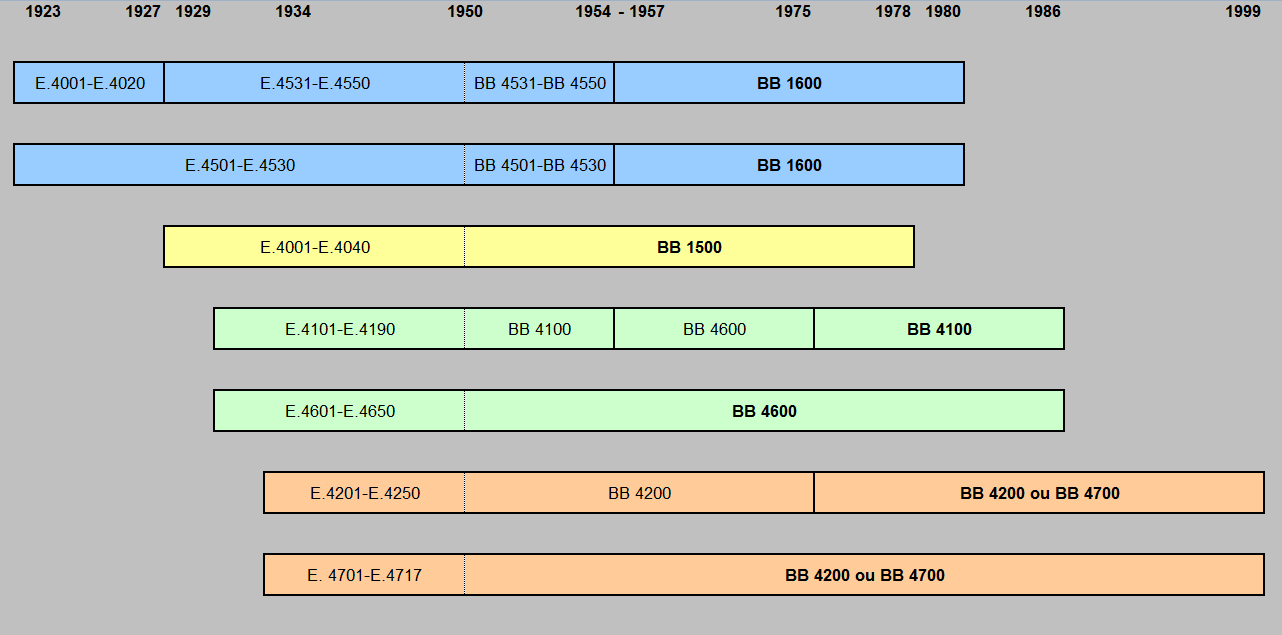
Numérotations successives simplifiées des BB Midi.

Les BB Midi
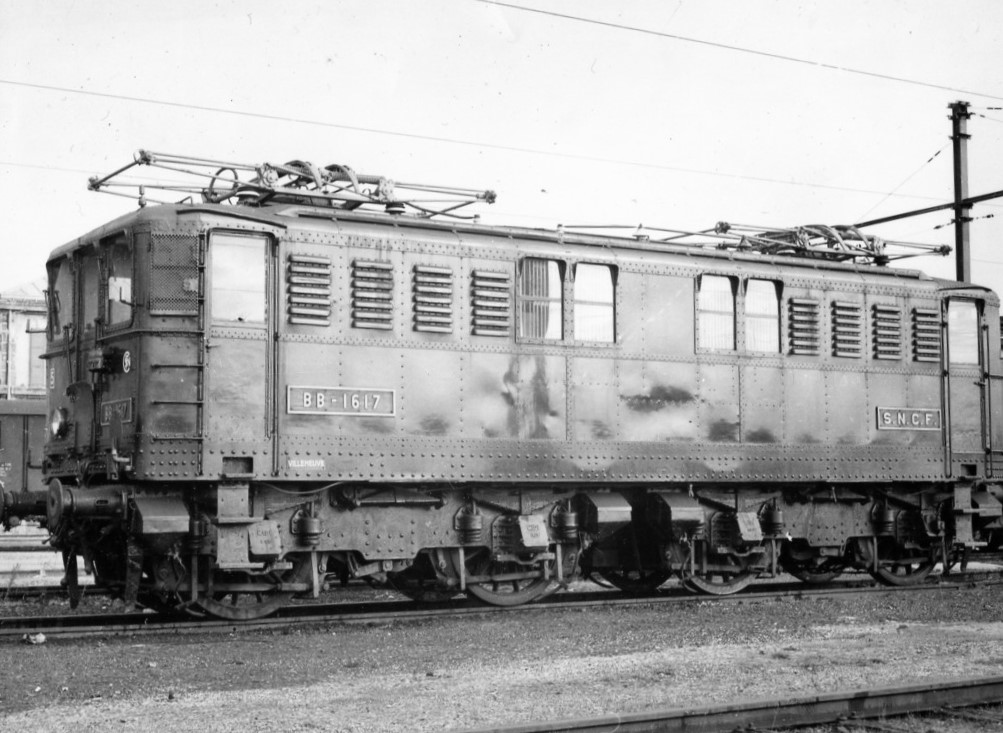
BB 1600.
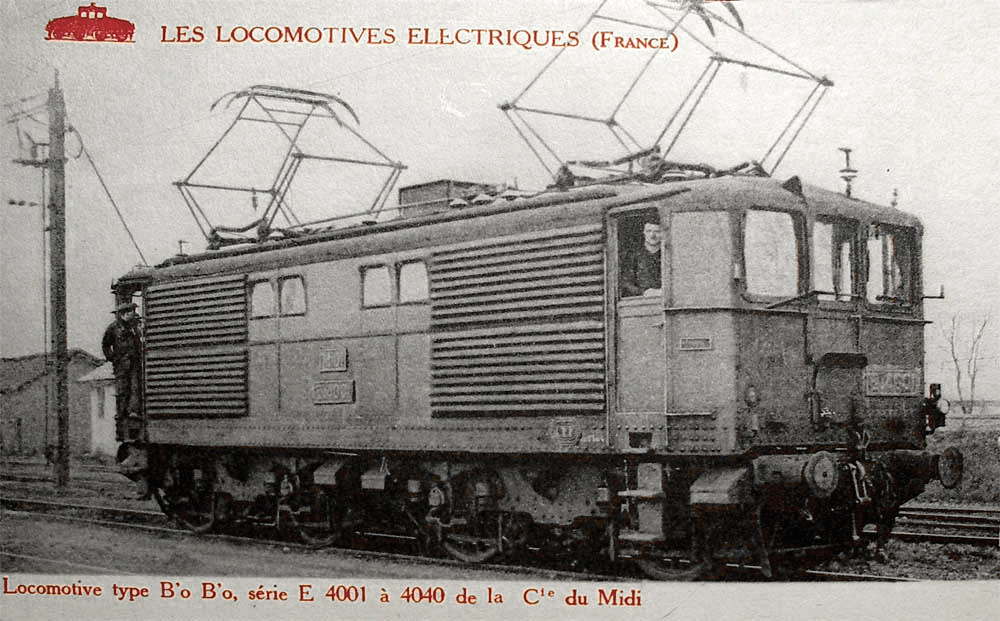
BB 1500.
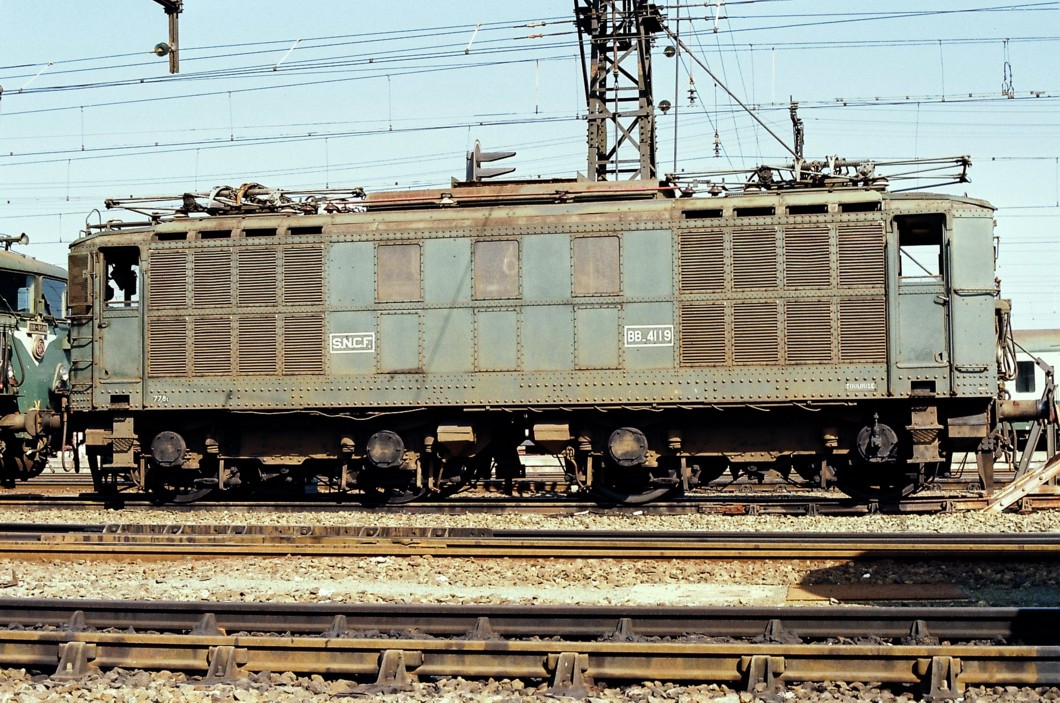
BB 4100.
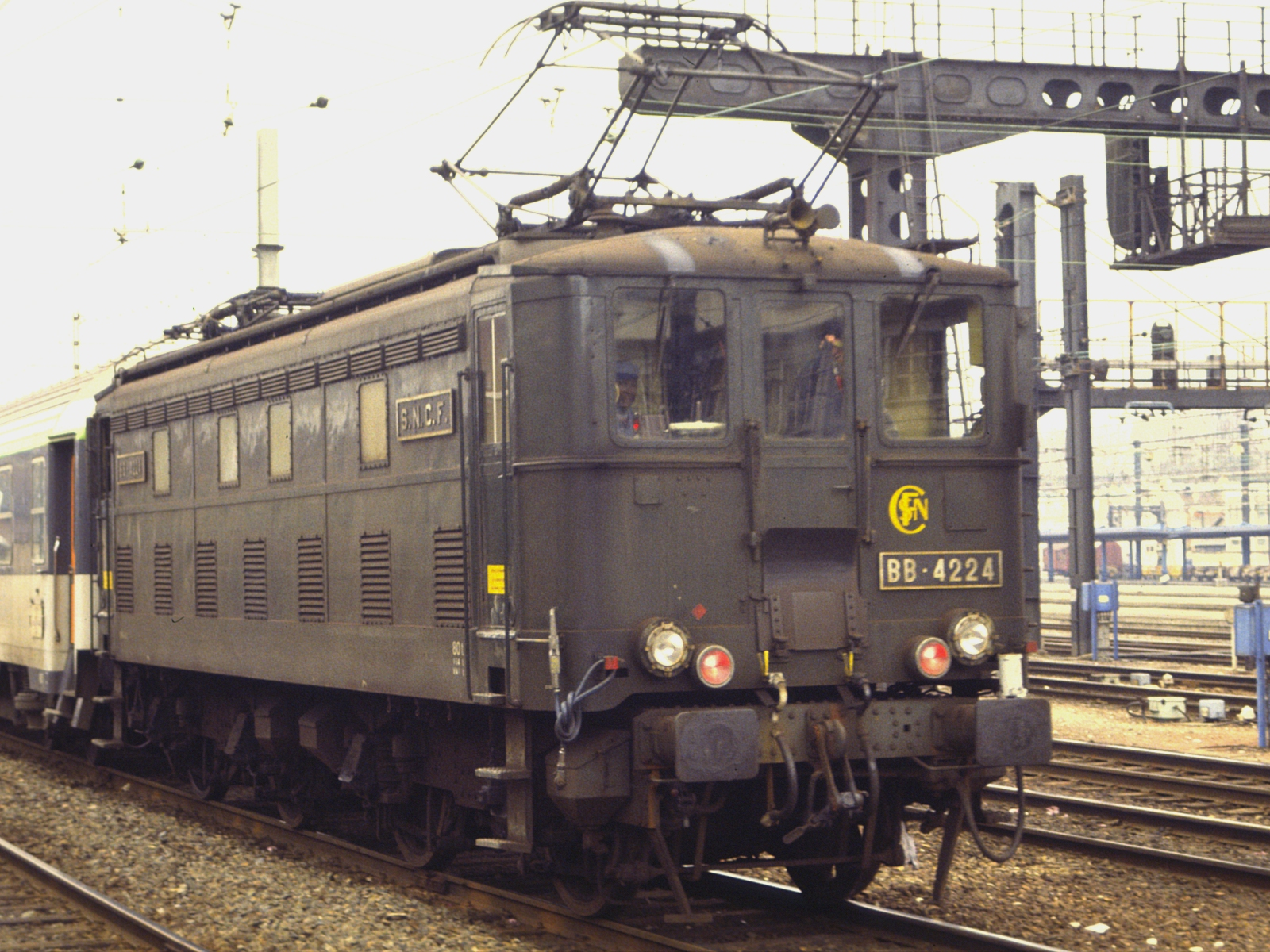
BB 4200.
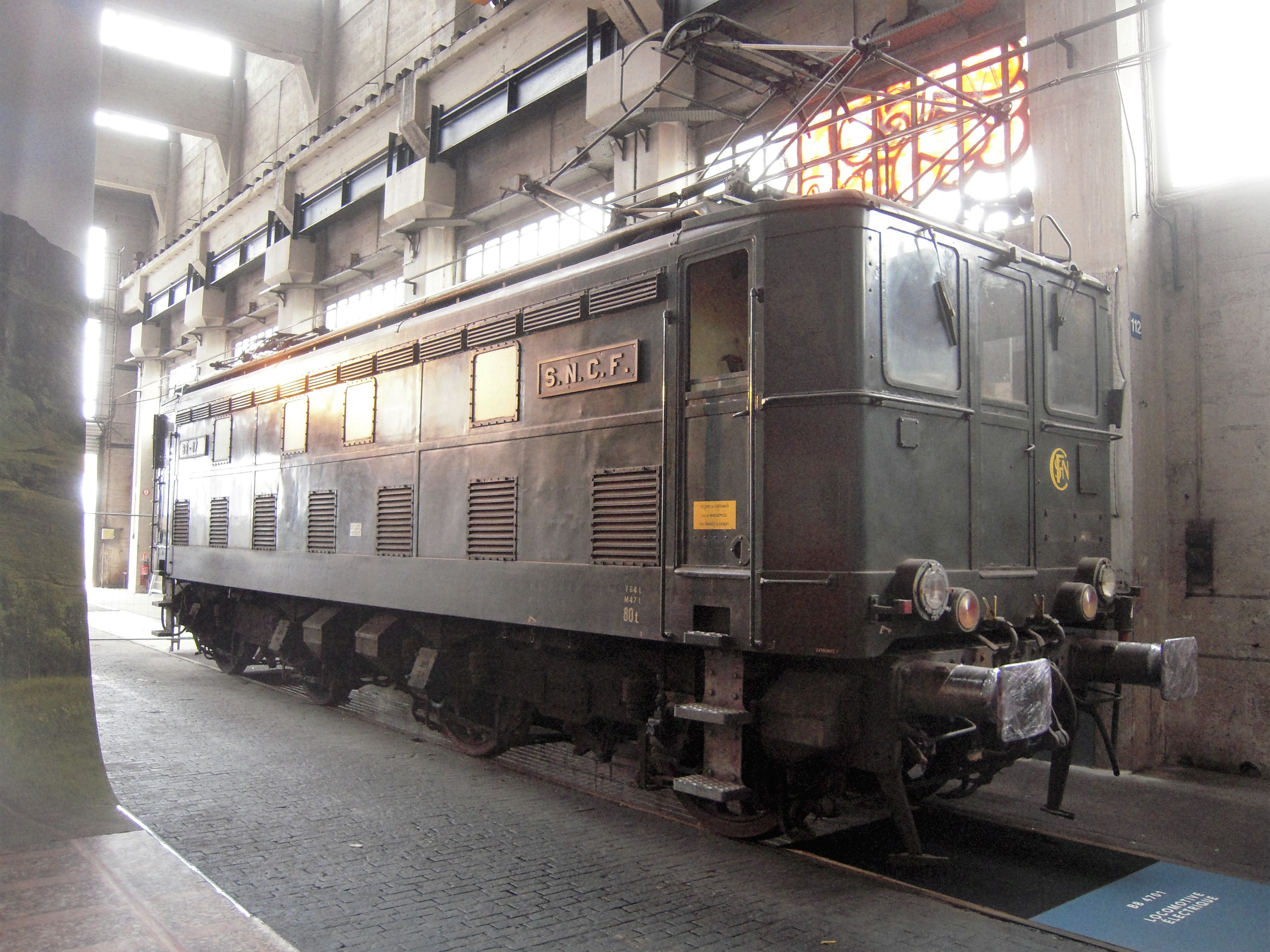
BB 4700.

## Locomotives dérivées

### En France
Considérées comme une grande réussite technique par leur fiabilité après une mise au point parfois laborieuse, et leur rusticité, gage de simplicité de maintenance, elles ont eu une descendance hors Midi. Ces « cousines » ne sont pas à proprement parler des BB « du Midi », mais des BB « type Midi ».
Les BB 100 du réseau de l'État, commandées en 1935 et livrées en 1936-1937, sont ré-immatriculées BB 900 à la SNCF.
Les E 241 à 264 sont commandées en 1936 par la compagnie du Paris-Orléans ; renumérotées BB 301 à 324 dès leur livraison en 1938-1939 elles constituent, avec la commande complémentaire des BB 325-355 passée par la SNCF en 1940 et honorée entre 1946 et 1949, la série des BB 300.
Les 172 BB 8100 (un prototype BB 0401 et 171 exemplaires de série) sont commandées en 1940 pour le prototype et en 1945 et 1947 pour les locomotives de série. Elles sont réceptionnées par la SNCF entre 1947 et 1955.
Le prototype BB 20006 à courant monophasé 25 kV - 50 Hz (ex BB 8051 puis BB 10001), mis en service en 1951, est construit sur le modèle d'une BB 8100.

« Descendantes » des BB Midi en France.
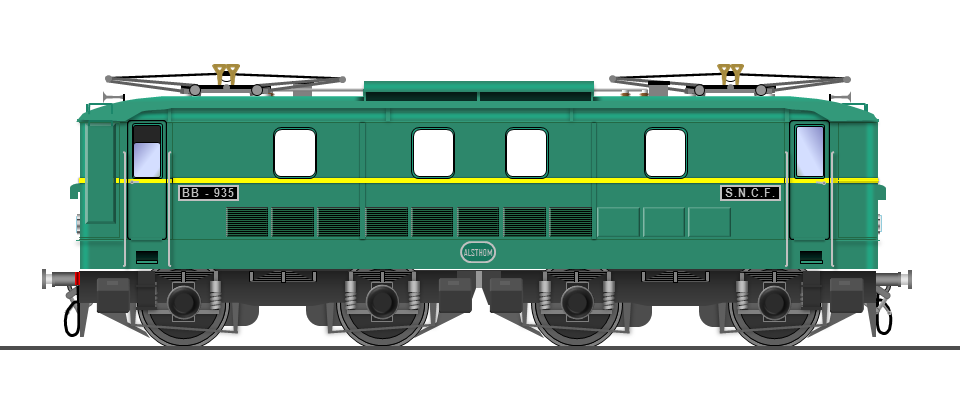
BB 900.
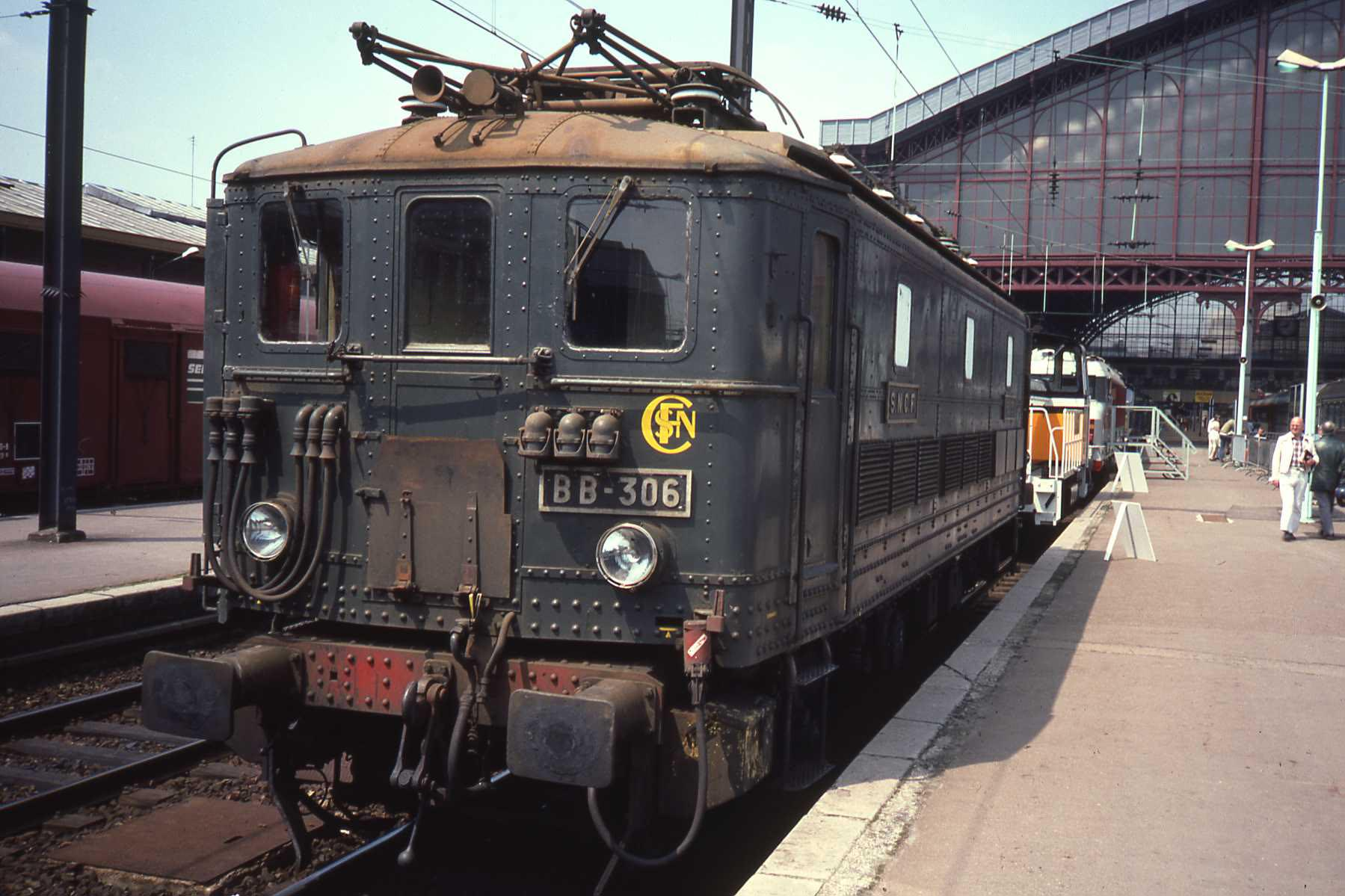
BB 300 (première sous-série).
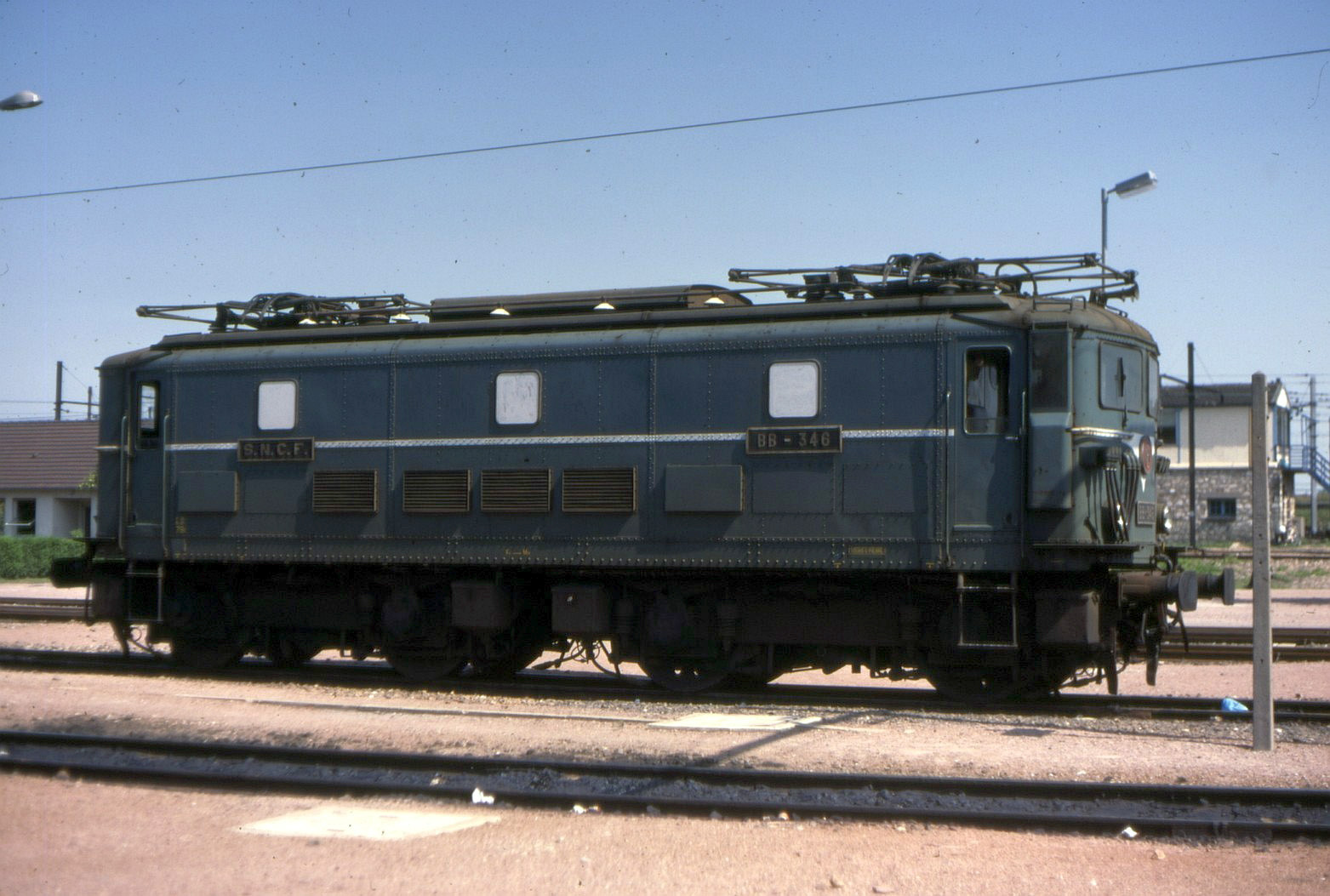
BB 300 (seconde sous-série).
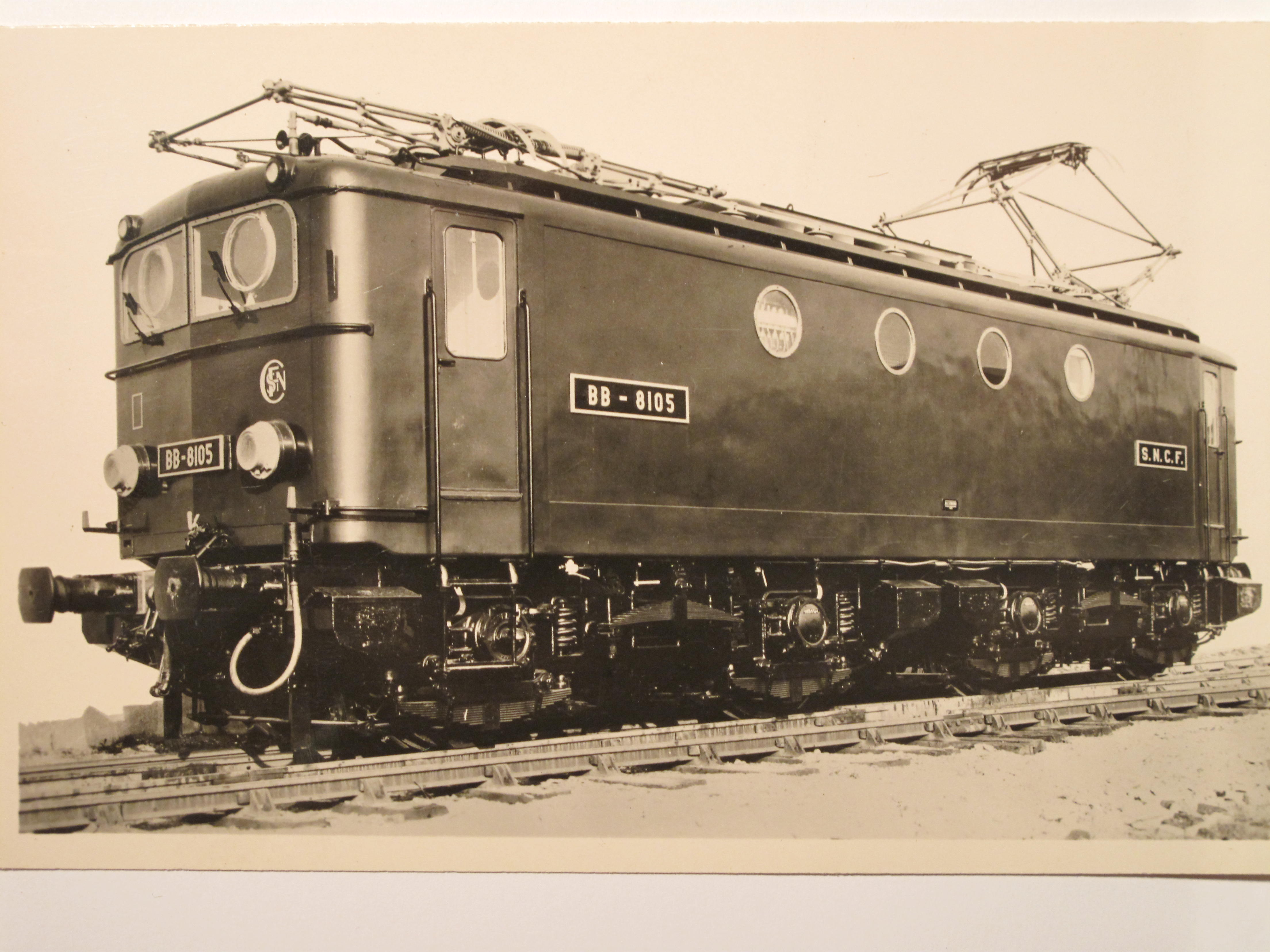
BB 8100.
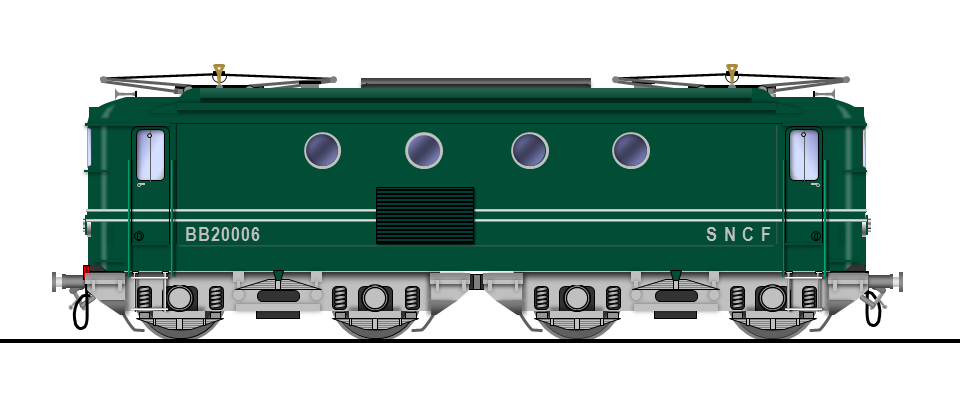
BB 20006.

### À l'étranger
Différentes séries de locomotives de technologie identique aux BB Midi ont circulé sur des réseaux de chemins de fer à l'étranger. Elles ont été livrées par la France ou construites sur place sous licence.
En Espagne, le réseau Norte devenu Renfe (courant continu à la tension de 1 500 V), fait construire sur place par CAF la série des E 1000 Norte (type E 4000 Midi).
Au Maroc, les réseaux CFM et TF devenus ONCF (courant continu à la tension de 3 000 V) prennent livraison par les CEF Tarbes des E 500 CFM (type E 4500 Midi), des E 600 CFM  (type E 4100 Midi) et des E 200 TF (type E 4200 Midi) et par Alsthom Belfort des E 700 CFM (type BB 8100 SNCF).
En Belgique, la SNCB (courant continu à la tension de 3 000 V) fait construire sur place par les ACEC la série des type 101 SNCB (type BB 300 SNCF).
Aux Pays-Bas, les NS (courant continu à la tension de 1 500 V) reçoivent d'Alsthom Belfort la série des NS série 1100 (type BB 8100 SNCF).

« Descendantes » des BB Midi à l'étranger.
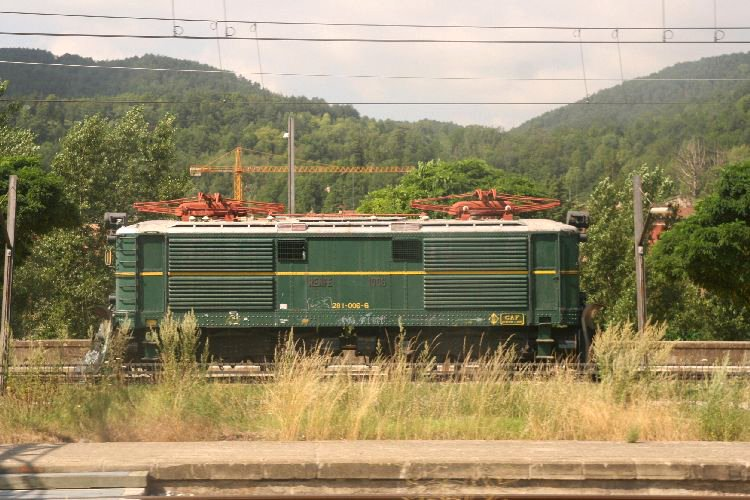
E 1000 Norte (Espagne).
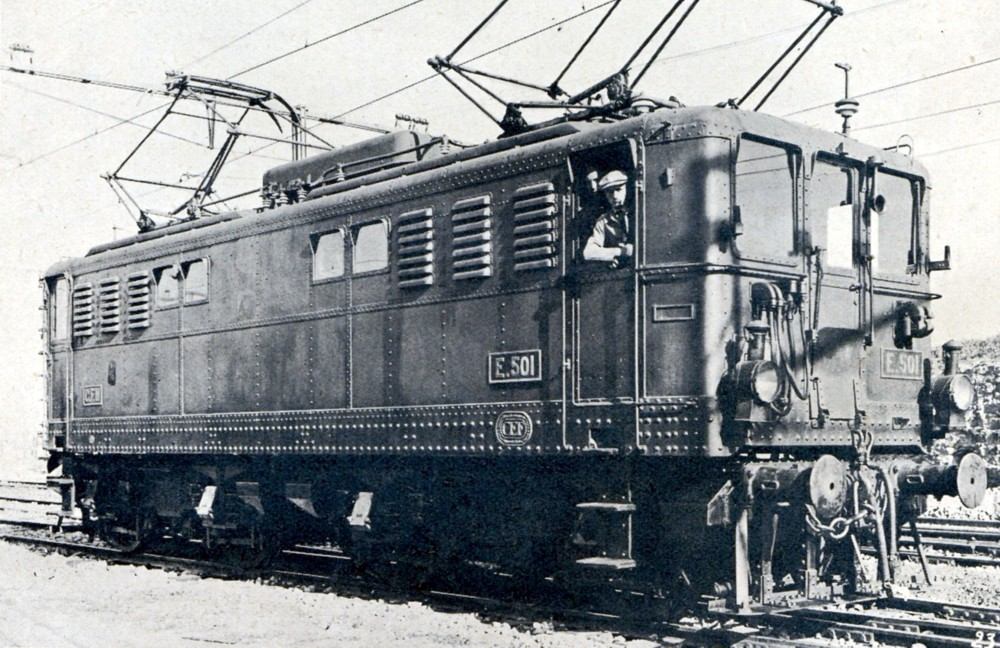
E 500 CFM (Maroc).
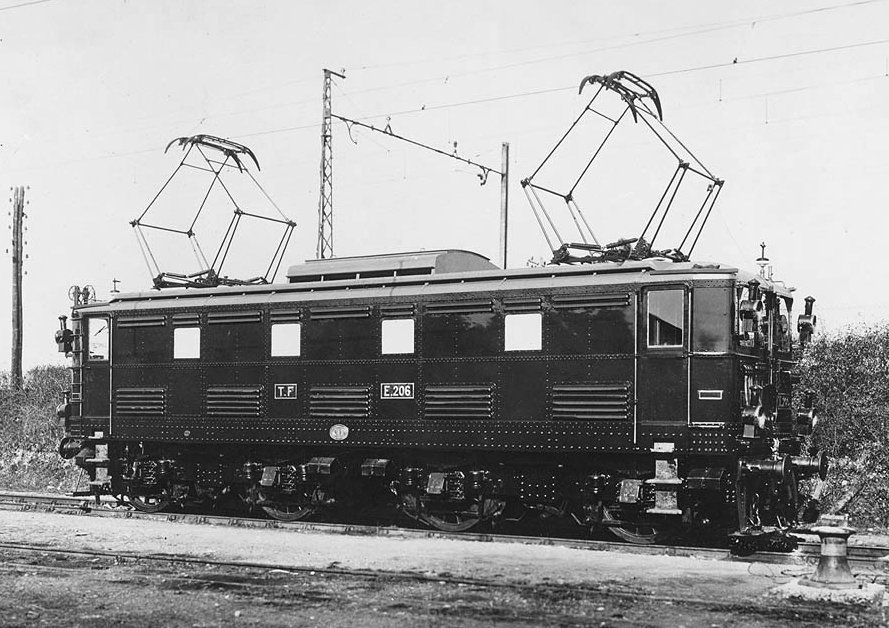
E 200 TF (Maroc).
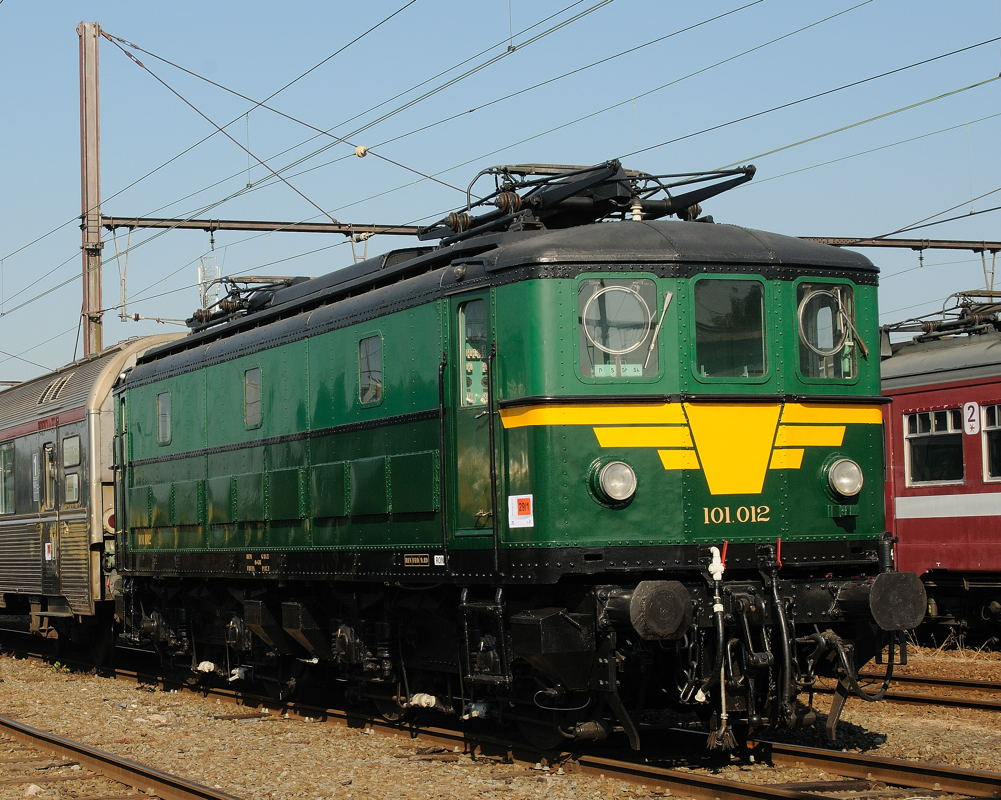
Type 101 SNCB (Belgique).
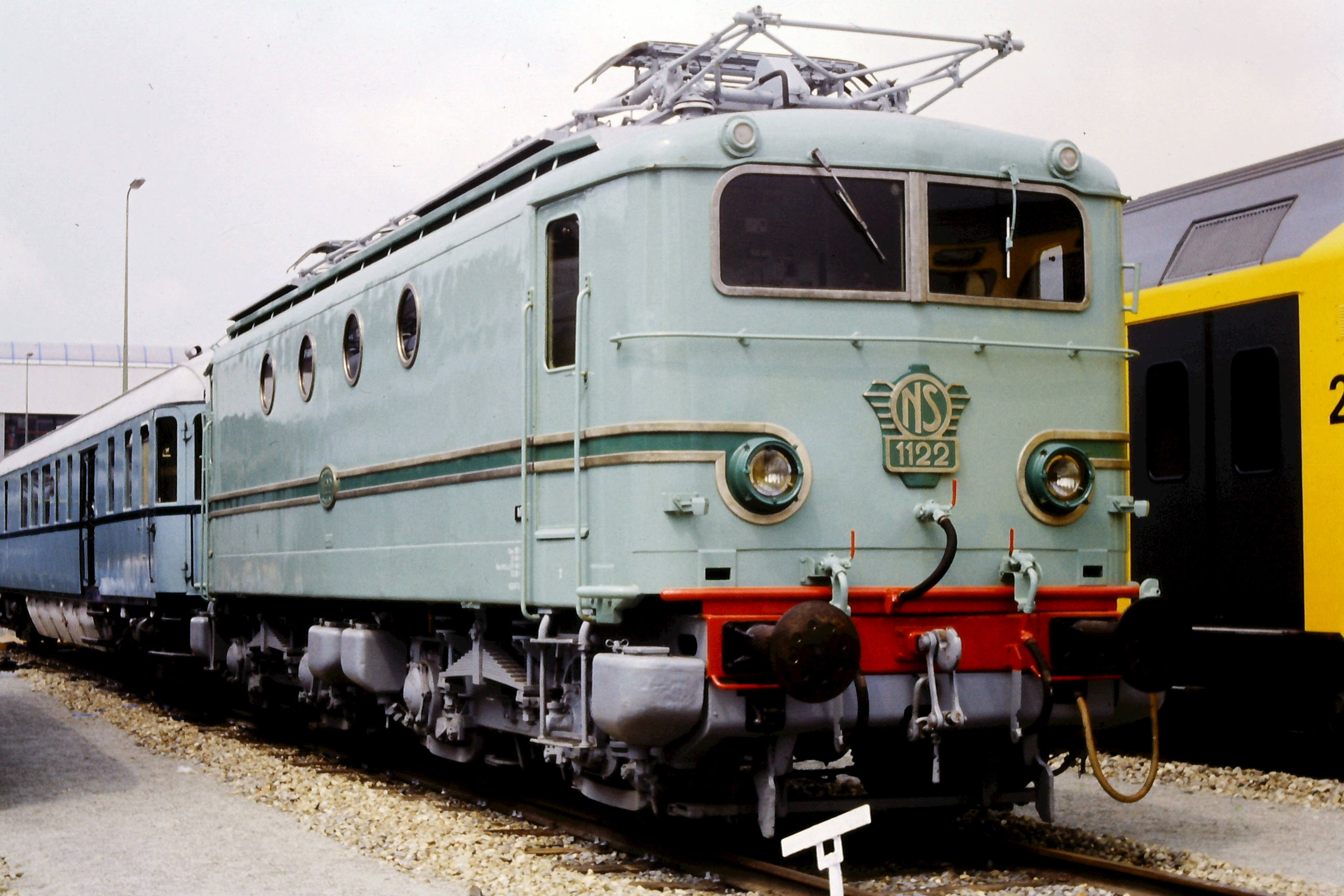
NS série 1100 (Pays-Bas).